# کاپری (کامپانیا)
کاپری (به ایتالیایی: Capri, Campania) یک کومونه در ایتالیا است که در استان ناپل واقع شده‌است.

## خصوصیات
کاپری ۳ کیلومترمربع مساحت و ۷٬۳۲۰ نفر جمعیت دارد.

## نگارخانه

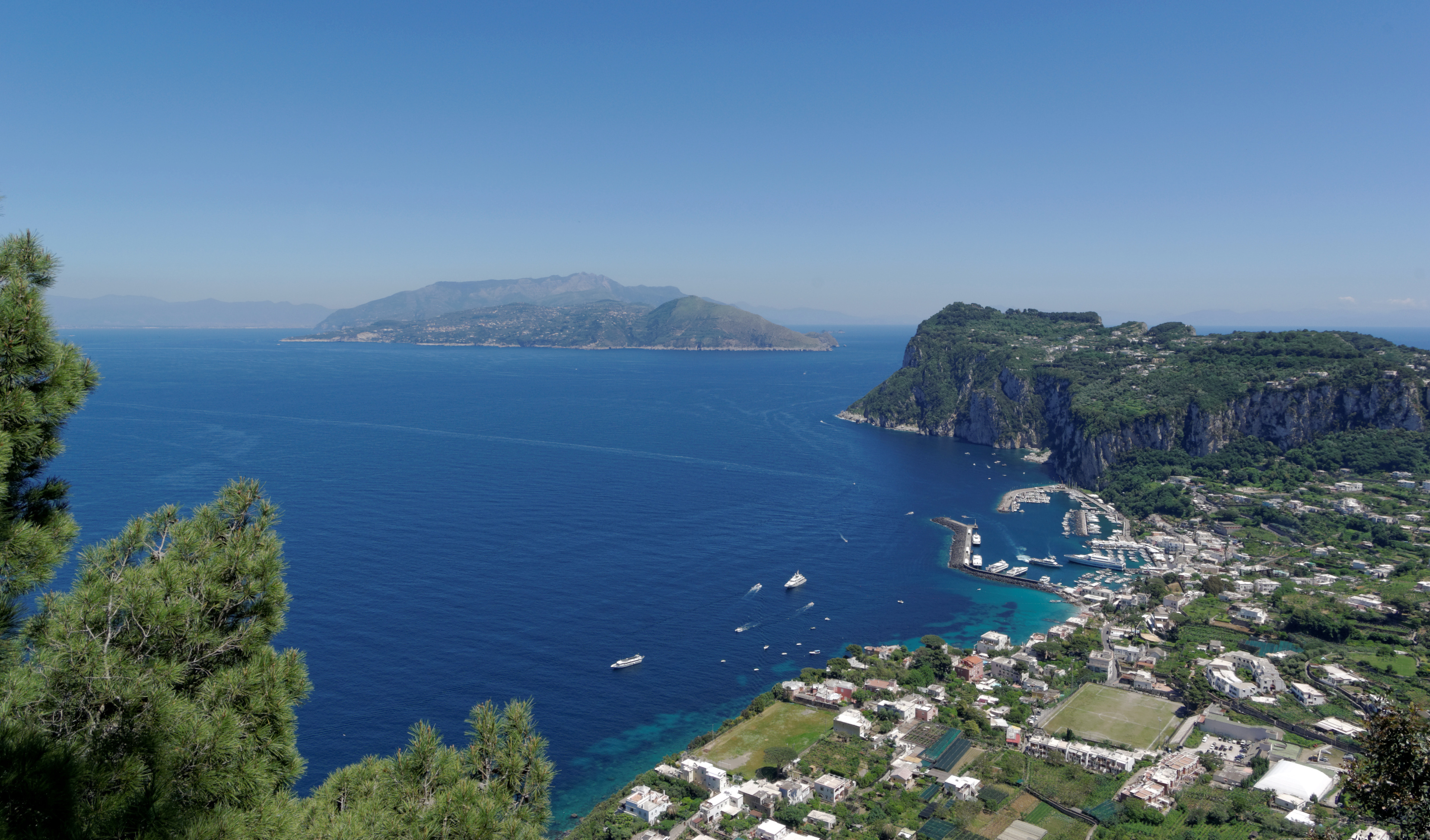
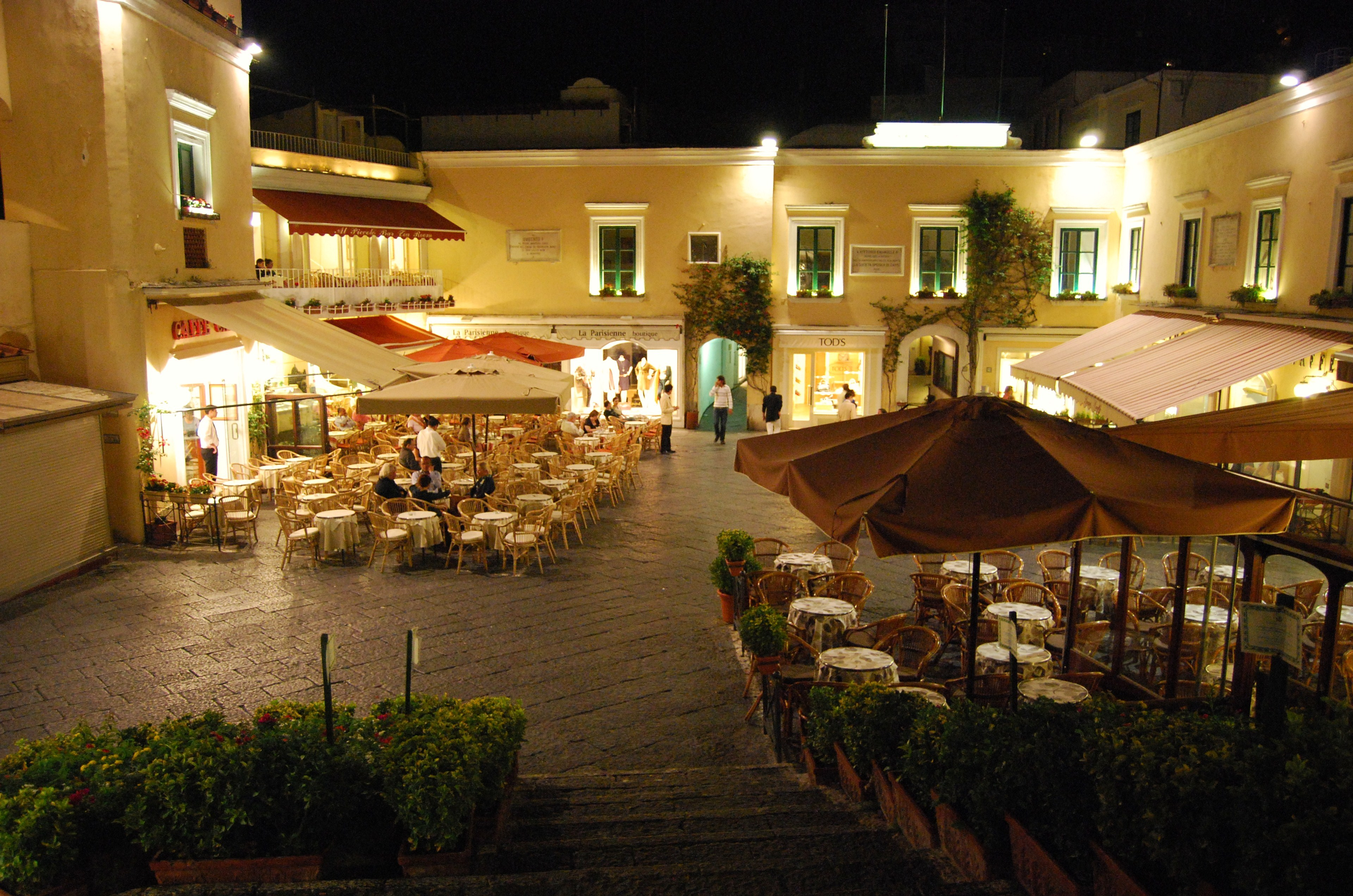
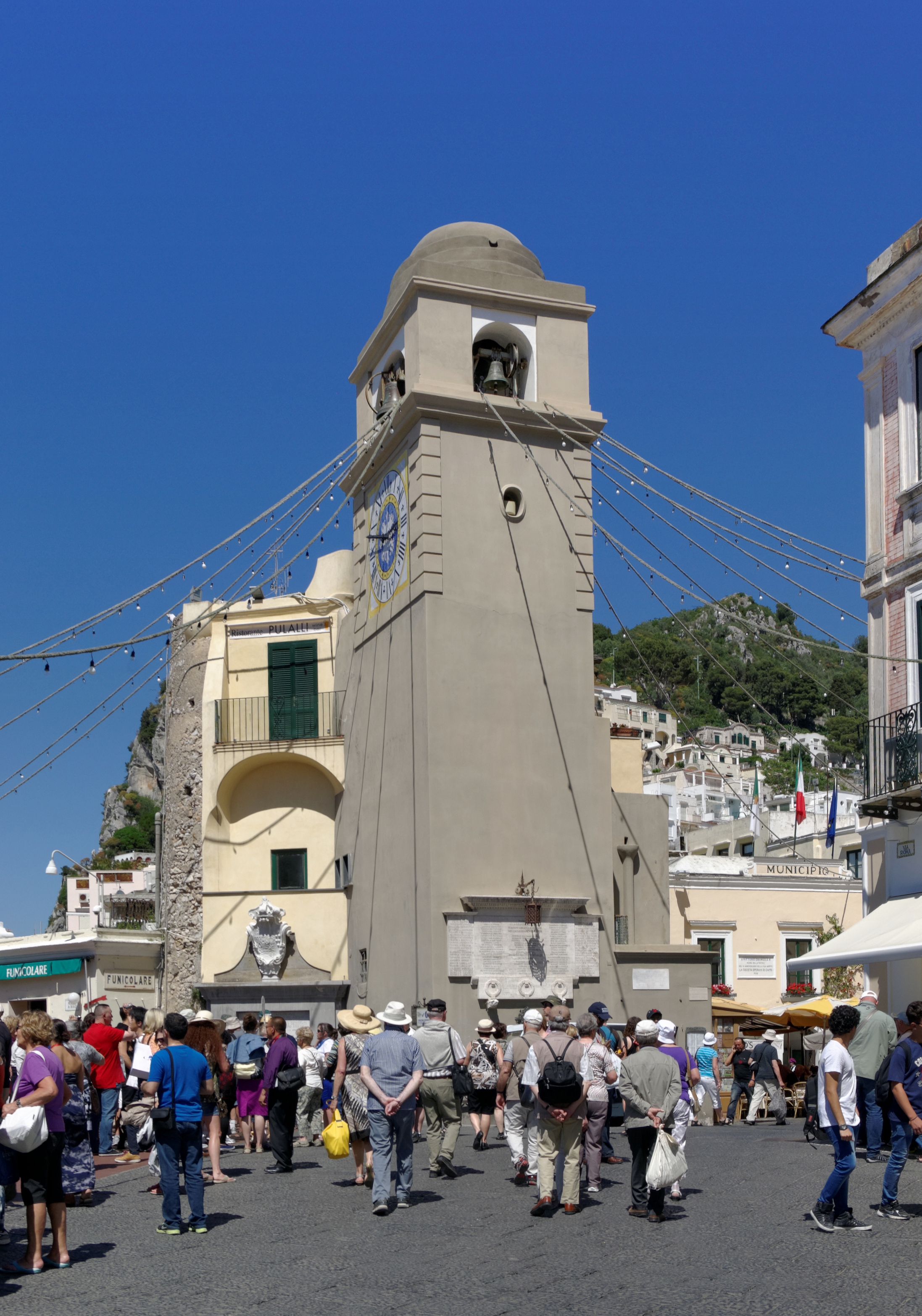
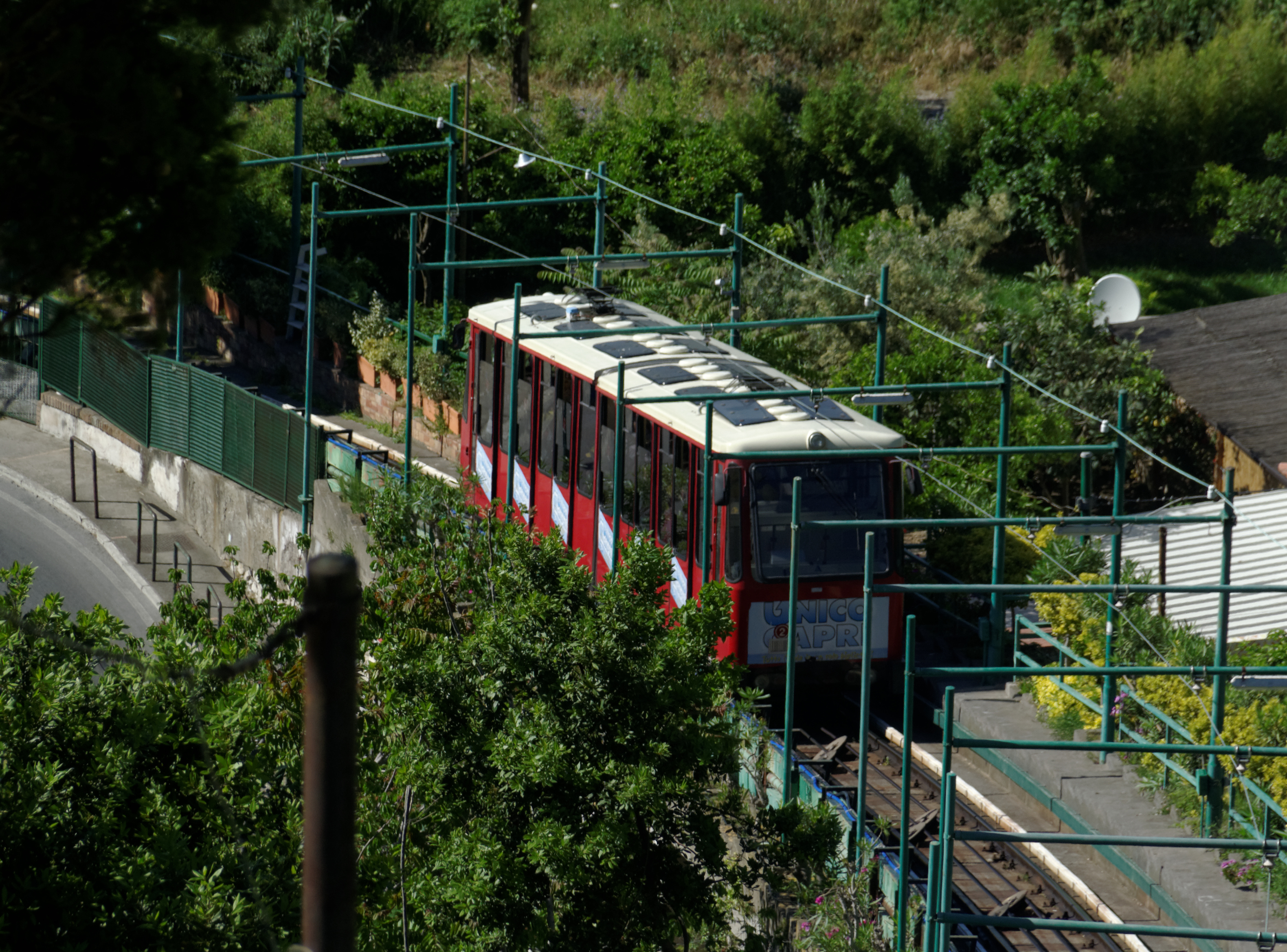
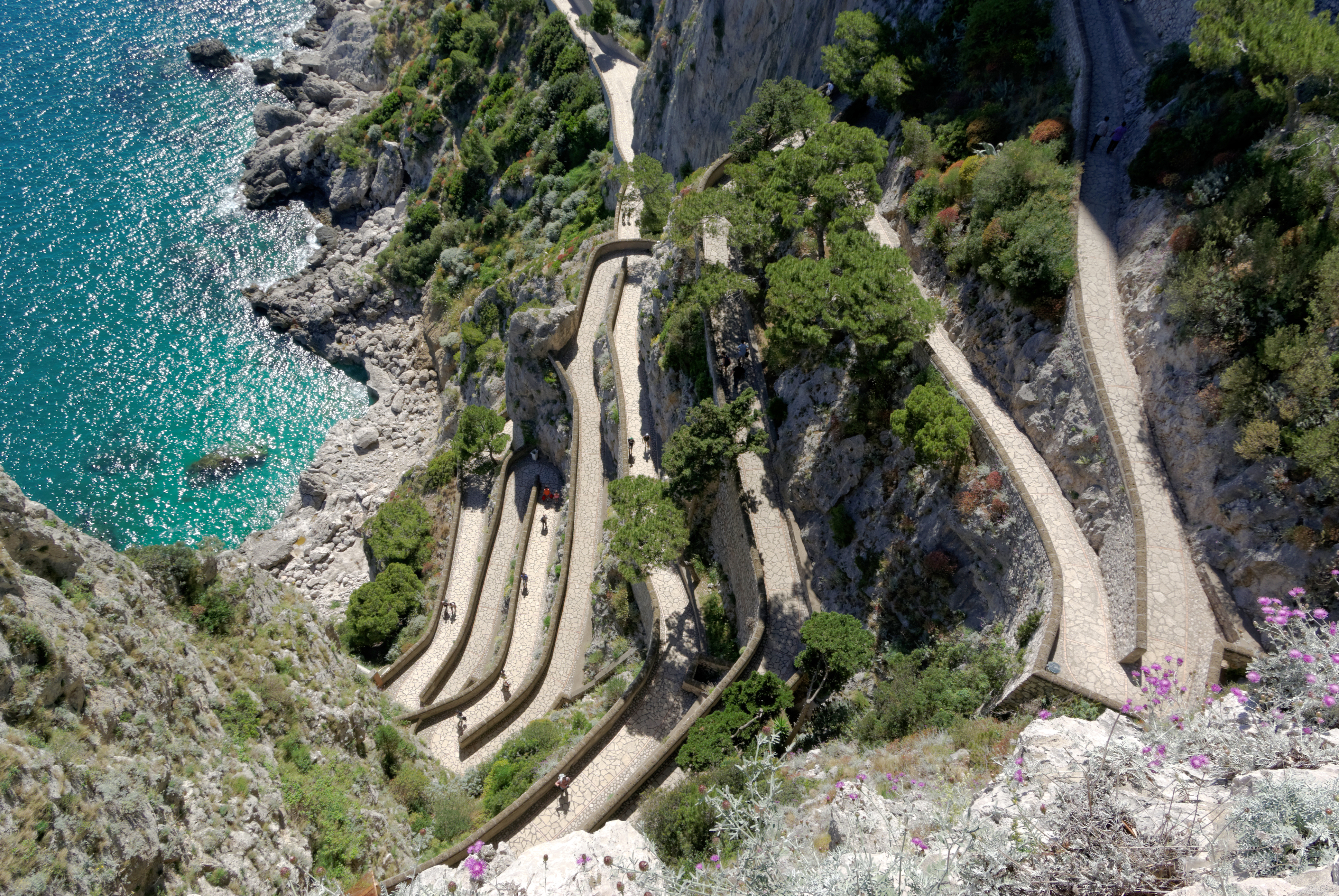
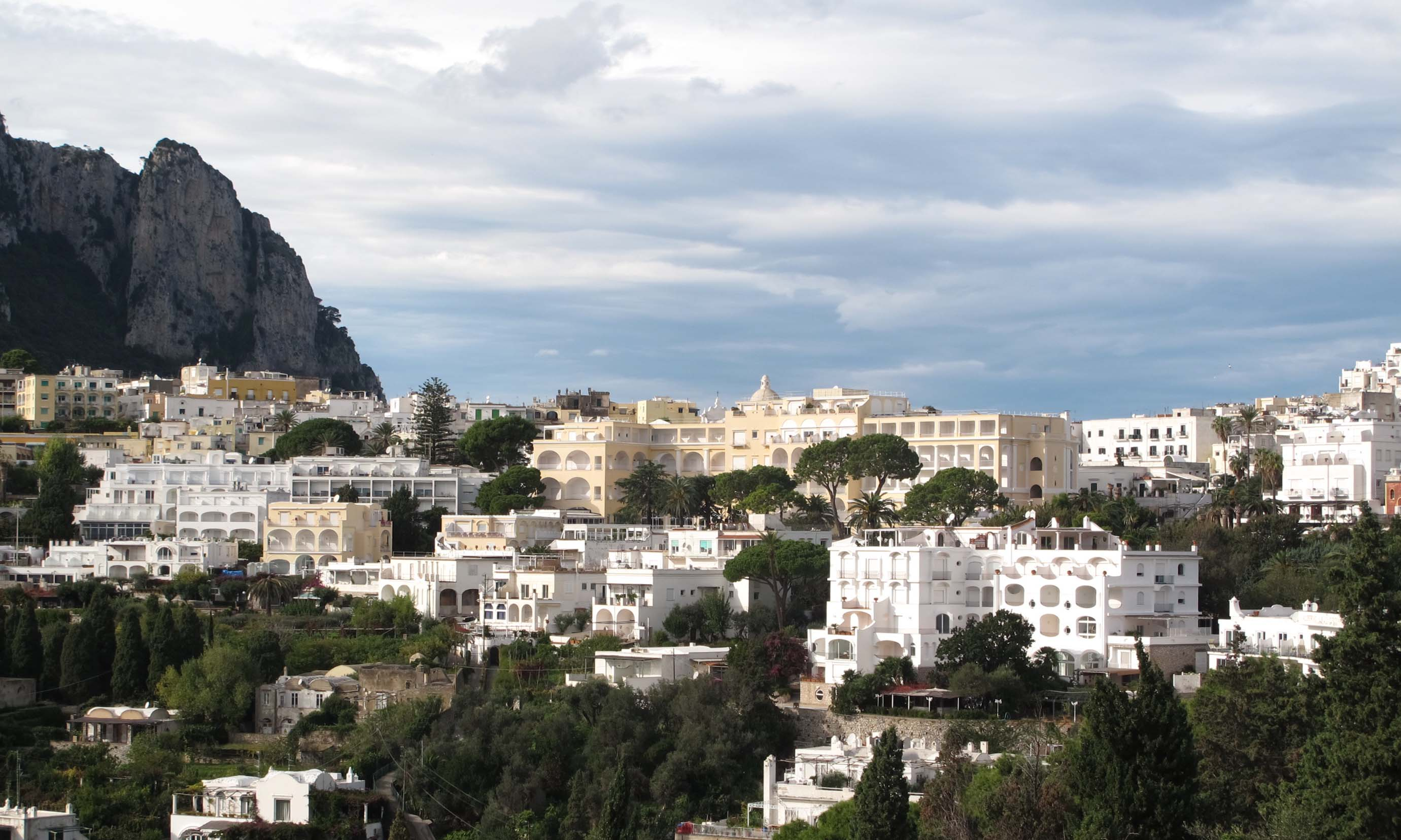